# Rob de Castella

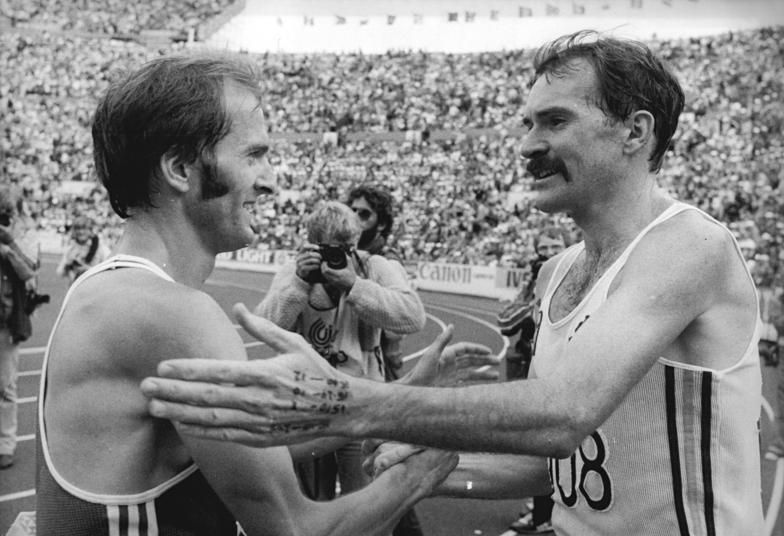
Robert de Castella

Robert de Castella apodado "Deek" (Melbourne, 27 de febrero de 1957) es un exatleta australiano especialista en la prueba de Maratón. Logró la medalla de oro en dicha prueba en los Campeonatos del Mundo de Atletismo de 1983. 

## Carrera Deportiva
Comenzó a correr acompañando a su padre Rolet alrededor de su vecindario, pero no sería hasta su llegada al instituto cuando comenzó a tomarse verdaderamente en serio lo que hasta ese momento no era más que una afición. Todo comenzó al conocer al que sería su entrenedor durante 22 años,Pat Clohessy, responsable del equipo de atletismo de su instituto. Sus primeros éxitos los logró en las pruebas de Cross, al conquistar el campeonato australiano júnior en 1975 y el sénior en 1978. De hecho Rob siguió compaginando las pruebas de Maratón con las de Cross a lo largo de su carrera. Su paso a la prueba de Maratón se produjo en la temporada de 1979, haciendo su debut un año después en los Juegos Olímpicos de Moscú en la ciudad moscovita logró el 10.º puesto. En 1981 logró el que sería uno de los hitos más importantes de su carrera al lograr la victoria en el Maratón de Fukuoka, (Japón) y realizar la que en aquel momento se convirtió en la mejor marca mundial de todos los tiempos (2:08:18). "Deek" continuó obteniendo buenos resultados hasta llegar a los Campeonatos del Mundo de 1983, en Helsinki Rob logró el mayor éxito de su carrera al obtener la medalla de oro en la prueba de Maratón. Para los Juegos olímpicos de Los Ángeles Rob era el favorito pera las duras condiciones del circuito le relegaron hasta el 5.º puesto. Los éxitos de Rob comenzaron a decrecer desde ese momento aunque todavía alcanzaría grandes éxitos como la victoria en el Maratón de Boston de 1986. Su retirada llegó en 1993 tras el maratón de Londres. Tras su retirada paso a dirigir el Instituto Australiano del Deporte. En 1998 fundó la organización SmartStart orientada a combatir la obesidad infantil.

## Palmarés

### Juegos olímpicos
- Juegos Olímpicos de Moscú 1980: Maratón 10.º (2:14:31.0)
- Juegos Olímpicos de Los Ángeles 1984: Maratón 5.º (2:11:09.0 )
- Juegos Olímpicos de Seúl 1988: Maratón 8.º (2:13:07.0 )
- Juegos Olímpicos de Barcelona 1992: Maratón 26.º (2:17:44 )

### Campeonatos del Mundo

#### Campeonatos del Mundo de Cross
| - 1977: 37.º - 1979: 62.º - 1981: 6.º - 1982: 10.º - 1983: 6.º | - 1984: 21.º - 1985: 20.º - 1986: 14.º - 1988: No finalizó |

#### Campeonatos del Mundo de Maratón
- 1983,: Medalla de Oro en los Campeonatos del Mundo de Atletismo de 1983.
- 1987: No finalizó

### Otras victorias Internacionales
- 1977: Medalla de Oro en Maratón en los Juegos del Pacífico.
- 1981: Ganador del Maratón de Fukuoka.
- 1982: Medalla de Oro en Maratón en los Juegos de la Commonwealth de Brisbane.
- 1983: Ganador del Maratón de Róterdam.
- 1986: Medalla de Oro en Maratón los Juegos de la Commonwealth de Edimburgo.
- 1986: Ganador del Maratón de Boston.

### Campeonatos Australianos
- Cross Júnior: Campeón (1976), Subcampeón (1975).
- Cross Sénior: Campeón (1978,1979,1980,1988), Subcampeón (1982,1991), 3.º(1976).
- 5.000 m: Campeón (1981).
- 10.000 m: Campeón (1986), 3.º (1991).
- 15 km en ruta: Campeón (1988).
- 25 km en ruta: Campeón (1981,1982,1984).

## Distinciones personales
- Elegido Australiano del año en 1983.
- MBE.

| Predecesor: Derek Clayton Australia | Plusmarquista mundial de maratón 6 de diciembre de 1981 - 21 de octubre de 1984 | Sucesor: Steve Jones Reino Unido |

- Datos: Q728634
- Multimedia: Robert de Castella / Q728634